# Ивлев, Трохим Васильевич
Трохим Васильевич Ивлев (Трохименко) (укр. Трохим Васильович Івлєв (Трохименко)) (1880 — 1958?, в некоторых источниках отмечается 1933 год и место смерти город Сумы) — украинский актёр и певец. Известный по выступлениям в Театре Русской Беседы (1910) и Театре Николая Садовского (1911—1919).

## Биография
Артистическую деятельность начал в труппах Д. Гайдамаки и М. Ярошенко.
На приглашение И. Стадника, который приезжал в Киев в поисках наддрепрянских актеров для труппы театра «Русская беседа» в 1910 году Трохим Ивлев переехал во Львов. Там он стал довольно популярным. Американский адвокат украинского происхождения Зенон Нижанковский, который в 1910 году учился в Дрогобычской гимназии им. Франца Иосифа, и бывал на спектаклях Русского театра вспоминал: «на короткое время появился на театральном небосклоне блестящий метеор — Трохим Ивлев (бас-баритон). Его креации Мефиста в опере «Фауст» просто поражала публику драматической экспрессией и вокальным мастерством».
И уже в 1911 году он дебютирует в Киеве в Театре Николая Садовского в партии Стольника («Галька» С. Монюшко). Выступление было настолько удачным, что все поздравляли М. Садовского с ценным пополнением труппы.
О работе Трохима Ивлева в Садовского Василий Василько вспоминал следующее: «Певец — бас очень широкого диапазона, большой силы и приятного тембра... Пел и баритонны партии... Его лучшей ролью был Халява («Вий») — глубокохудожный гоголевский тип «богослова», а также Глава в «Утопленной» М. Лысенко. Иногда играл и драматические роли, например, Казака-бандуриста в пьесе Б. Гринченко «Среди бури», Облака в «Мазепе» Ю. Словацкого».
В январе 1919 года Садовский решил покинуть Киев и уехать в Винницу, где временно находилась Директория УНР. Вместе с ним среди других актеров уехал и Трофим Ивлев.
В 1920 — 1923 выступал в Винницком музыкально-драматическом театре, затем в Харьковском передвижном театре.
В 1923 — 1933 гг. — актер Артемовского украинского музыкально-драматического театра им. Артема на Донещине.

## Личная жизнь
Жена Татьяна Ивлева — украинская актриса, работала в Театре Николая Садовского хористкой, потом перешла на роли травести. Остались ее воспоминания про Трохима Васильевича.